# Route nationale 57bis
La route nationale 57bis (RN 57bis o N 57bis) è stata una strada nazionale francese che partiva da Plombières-les-Bains e terminava a Magnoncourt, seguendo la valle dell'Augronne e passando per Aillevillers-et-Lyaumont. Rappresentava un collegamento tra la N57 e la N64. Dal 1828 al 1887 collegava Remiremont ad Aillevillers, ma la prima parte fu rilevata dalla N57 nel 1887, mentre nel 1933 fu aggiunto il troncone fino a Magnoncourt. Nel 1972 venne completamente declassata a D157bis nel dipartimento dei Vosgi ed a D57bis nell'Alta Saona.